# Nyctimystes cryptochrysos
Nyctimystes cryptochrysos es una especie de anfibios de la familia Pelodryadidae.

## Apariencia
El macho adulto mide 4.8 a 5.1 cm de largo y la hembra 6.1 a 6.5 cm.  El dorso es una mezcla de marrón claro y marrón oscuro. Tiene líneas verticales en los párpados inferiores y coloración dorada en los muslos y la ingle.

## Nomenclatura
El nombre científico de esta especie cryptochrysos proviene del griego kryptos para oculto y chrysos para oro, que significa el color dorado en el medio del cuerpo de esta rana.

## Distribución geográfica
Es endémica de las islas de Entrecasteaux (Papúa Nueva Guinea).  

## Estado de conservación
Se encuentra amenazada por la pérdida de su hábitat natural.